# Baraita
Baraita (en hebreo: ברייתא) (plural: Baraitot) designa una tradición existente en la ley oral judía que no fue incorporada en la Mishná. La palabra "Baraita" se refiere a las enseñanzas que están fuera de los seis órdenes de la Mishná.
Según Maimónides, las baraitot fueron compiladas por los rabinos Hoshaya y Bar Kapara, aunque ninguna compilación fue transmitida como la Tosefta.
Debido a que la Mishná encapsula toda la ley oral y está escrita en una forma compacta (fue diseñada para facilitar la transmisión oral), muchas variantes, versiones, explicaciones adicionales, comentarios, y leyes, no fueron incluidas en la Mishná. 
Estas leyes fueron luego compiladas en unas obras llamadas "baraitot", en forma de lista de enseñanzas de un sabio. La palabra "Baraita" también puede utilizarse para designar a las colecciones de estos sabios. Las principales colecciones de baraitot son: la Tosefta, la Halajá y los siguientes midrashim: (Mejiltá, Sifrá y Sifré).
La autoridad de la Baraita es menor que la autoridad de la Mishná. Sin embargo, estas obras son el texto de prueba básico utilizado por los sabios talmúdicos, en su análisis e interpretación de la Mishná y la Guemará. 
Las baraitot anónimas, a menudo son atribuidas a un Tanaim en particular por el Talmud. En el Talmud de Jerusalén, las referencias a las baraitot son menos comunes.
El estilo de la Baraita es básicamente indistinguible del estilo de la Mishná, pero algunas baraitot están más cerca del lenguaje de la Mishná que otros. Por ejemplo, el segundo capítulo de Kalah Rabati, una compilación de baraitot, a menudo se añade al tratado talmúdico Pirkei Avot, ya que ambos tratados son similares en estilo y en contenido.
Existían otras tradiciones tanaíticas contemporáneas a la Mishná. La Guemará frecuentemente se refiere a las mismas a fin de compararlas con el contenido de la Mishná y de esta forma apoyar o refutar las proposiciones de los Amoraim. Todas estas fuentes tanaíticas no midráshicas son conocidas como baraitot (lit. material externo, "Trabajos referidos a la Mishná"; sing. baraita, en hebreo: ברייתא).
Las baraitot citadas en la Guemará son generalmente citas de la Tosefta (un compendio halájico tanaítico paralelo a la Mishná) y los Midrash Halajá (específicamente Mejiltá, Sifrá y Sifré). Algunas baraitot, sin embargo, son conocidas solamente por tradiciones citadas en la Guemará, y no son parte de ninguna otra colección.